# Rock 'n' Roll (canção de Nando Reis)
"Rock 'n' Roll" é uma canção gravada em 2018 pelo cantor e compositor brasileiro Nando Reis. A música aborda diversos temas como meio ambiente, corrupção, homofobia, aborto e política.
Com um tempo de duração de quase nove minutos, teve como inspiração uma conversa com Luiz Tenório Oliveira Lima, psicanalista e amigo de Nando, que comentava sobre o tempo sombrio e duvidoso que estava passando o país, depois de ter lido diversos livros de filosofia para amenizar seus pensamentos. A chave para a música veio após a frase: Pelo menos eu ainda tenho meus gregos. E você, o seu rock 'n' roll.
A produção e bateria da música foi realizada Pupillo Oliveira ex-baterista da Nação Zumbi.Participaram também Jack Endino e Walter Villaça nas guitarras, Lucas Martins no baixo e Alex Veley no órgão Hammond  e no piano.